# Battaglia di Cuddalore (1758)
La battaglia di Cuddalore, ebbe luogo il 29 aprile 1758 durante la guerra dei sette anni nei pressi di Cuddalore al largo delle coste indiane del golfo del Bengala. Fu uno scontro non decisivo tra la flotta inglese capitanata dal viceammiraglio George Pocock e la flotta francese capitanata da Comte d'Aché.
Il numero delle vittime inglesi ammontò a 29 morti e a 89 feriti, mentre la flotta francese ebbe circa 600 morti.
Le due flotte si scontrarono nuovamente 3 agosto durante la battaglia di Negapatam e ancora il 10 settembre nella battaglia di Pondicherry.